# 富瓦西 (科多尔省)
富瓦西（法語：Foissy，法語發音：[fwasi]）是法国科多尔省的一个市镇，位于该省西南部，属于博讷区。

## 历史
富瓦西于法国大革命期间合并了相邻的昂蒂尼堡（Antigny-le-Château）。

## 地理
富瓦西（47°7'20"N, 4°33'44"E）面积15.12 平方千米，位于法国勃艮第-弗朗什-孔泰大區科多尔省，该省份为法国中东部省份，北起奥布省，西接涅夫勒省和约讷省，南至索恩-卢瓦尔省，东南接汝拉省，东临上索恩省，东北部与上马恩省接壤。
与富瓦西接壤的市镇（或旧市镇、城区）包括：米西尼、拉康什、托米雷、圣普里莱萨尔奈、韦伊、昂蒂尼城、阿尔奈勒迪克、屈莱特尔、隆日库尔-莱屈莱特尔、马利尼、米默尔。
富瓦西的时区为UTC+01:00、UTC+02:00（夏令时）。

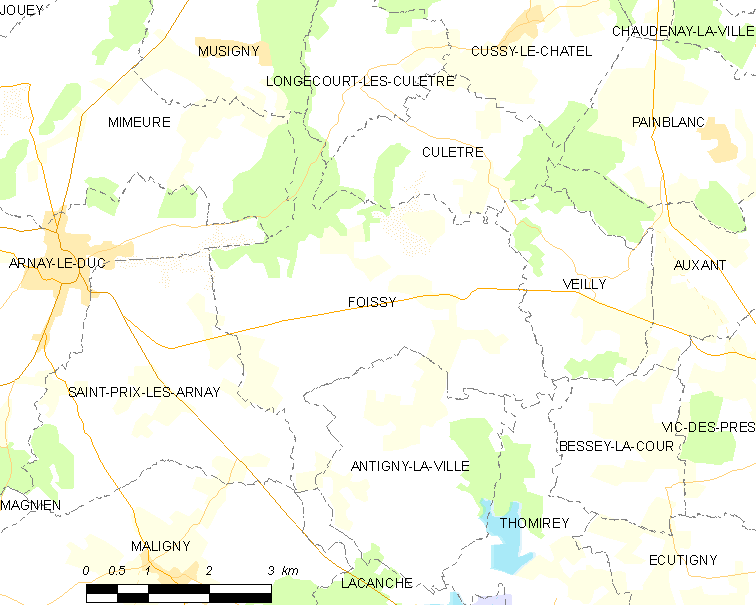
富瓦西的OSM定位图

## 行政
富瓦西的邮政编码为21230，INSEE市镇编码为21274。

## 政治
富瓦西所属的省级选区为阿尔奈勒迪克县。

## 交通
科多尔省省道D14线、D17线和D17L线经过富瓦西境内。

## 人口

1962-2008年间富瓦西人口变化图示

富瓦西于2022年1月1日时的人口数量为169人。